# 檀石槐
檀石槐（呉音：だんじゃくえ、漢音：たんせきかい、拼音：Tánshíhuái、137年 - 181年）は、後漢末期の鮮卑族の大人（たいじん：部族長）。投鹿侯の子。和連の父。魁頭・扶羅韓・歩度根・騫曼らの祖父。

## 生涯

### 誕生
順帝の永和2年（137年）、父の投鹿侯が南匈奴に三年間従軍している間に、彼の妻は男子を産んだ。妻が「ある時の日中、外を歩いていると雷鳴が聞こえ、天を見上げると、雹が私の口に入ったので、飲み込んだところ、身重になり、10カ月で子供が産まれました。この子はきっと非凡な力をもつにちがいありません」と助命をしたが、彼はそれを信じず、妻と離別した。妻はその男子を実家の部族で養育することにした。

### 青年時代
この男子は「檀石槐」と名付けられ、その勇敢さと統率力を発揮したという。
檀石槐が14・15歳くらいになった頃に、別部族の大人である卜賁邑（ぼくほんゆう）が檀石槐の生母の部族を夜襲し、その牛や羊を略奪した。母の部族が襲撃されたと聞いた檀石槐は激怒し、単騎で卜賁邑を追撃し、母の部族の牛や羊を取り返した。それ以来、檀石槐の名は諸部族に轟いたという。

### 大人に推戴
檀石槐の出す命令や禁令、裁きが公平だったため、やがて彼は大人（たいじん：部族長）に推戴され、大人庭（てい：本拠）を高柳の北300余里の弾汗山・啜仇水のほとりに建て、東西の部族大人たちが彼のもとに帰順してきた。その兵馬は強盛で、南は漢の国境地帯で略奪をはたらき、北は丁零の南下を阻み、東は夫余を撃退し、西は烏孫に攻撃をかけた。その領域はかつての匈奴の版図に匹敵し、東西14000余里、南北7000余里にわたって山川・水沢・塩池などを手中に収めた。
永寿2年（156年）秋、檀石槐は3～4千騎を率いて雲中を寇掠した。
延熹元年（158年）、鮮卑は漢の北辺を寇掠した。冬、使匈奴中郎将の張奐は南匈奴の伊陵尸逐就単于を率いて塞を出てこれを撃ち、200級を斬首した。
延熹2年（159年）、ふたたび雁門に侵入し、数百人を殺し、大抄掠して去った。
延熹6年（163年）夏、千余騎で遼東属国を寇掠した。
延熹9年（166年）夏、鮮卑は、南匈奴・烏桓と連合し、数万騎を分けて縁辺九郡に侵入させ、吏人を殺掠した。これに対し、朝廷はふたたび張奐を派遣してこれを撃ち、鮮卑は塞を出て去った。朝廷はこれらを制止できないことを患い、遣使に印綬を持たせ、檀石槐を王に封じ、鮮卑と和親をはかろうとした。しかし檀石槐はこれを拒否し、侵入略奪はますます激しくなった。
檀石槐は自らの領有する土地を東・中・西の三部に分けた。右北平から東方は遼東の夫余や濊貊（わいはく）と接するあたりまでの20余邑を東部、右北平から西の上谷に至るまでの10余邑を中部、上谷から西方の敦煌・烏孫に至るまでの20余邑を西部とし、各大人を置いて統領させた。
霊帝（在位：167年 - 189年）の時代になると、鮮卑は幽州・并州・涼州の3州で盛んに略奪をおこない、国境地帯の諸郡は、鮮卑からひどい損害を受けない年はなかった。
熹平3年（174年）冬、鮮卑は北地に侵入し、太守の夏育は休屠各を率いてこれを撃破した。この功により夏育は護烏桓校尉となる。
熹平5年（176年）、鮮卑は幽州を寇掠した。
熹平6年（177年）夏、鮮卑は三辺を寇掠した。そこで朝廷は護烏桓校尉の夏育・破鮮卑中郎将の田晏・使匈奴中郎将の臧旻を派遣し、南匈奴の屠特若尸逐就単于の軍とともに雁門塞から長城の外に出ると、三つに分かれて進み、2千余里を突っ切って遠征を行った。檀石槐は配下の部族を指揮して、これを迎え撃った。臧旻らは敗走して、無事に帰還できた兵馬は10分の1にすぎなかった。その冬、鮮卑は遼西を寇掠した。
光和元年（178年）冬、鮮卑は酒泉を寇掠した。このころ、鮮卑の人口が急激に増え、農耕・牧畜・狩猟だけでは、食糧を十分に供給することができなくなったので、檀石槐は烏侯秦水にまでやって来て川魚を獲って食料にしようとしたが、まったく獲れなかった。そこで、汙人（倭人）たちが魚獲りに巧みだと聞いたので、汙国を撃って烏侯秦水のほとりに移住させて魚獲りに従事させ、食料難を解決したという。
光和4年（181年）、檀石槐が45歳で死ぬと、息子の和連が代わって立った。檀石槐の死後、それまで選挙制だった鮮卑が世襲制となる。

## 参考資料
- 『三国志』（烏丸鮮卑東夷伝 注『王沈魏書』）
- 『後漢書』（烏桓鮮卑列伝）